# Aranzueque
Aranzueque település Spanyolországban, Guadalajara tartományban. Aranzueque Valdarachas, Yebes, Armuña de Tajuña, Renera, Hontoba, Loranca de Tajuña és Guadalajara községekkel határos. Lakosainak száma 396 fő (2024).

## Népesség
A település lakosságának változását az alábbi diagram mutatja:
| Lakosok száma | 363  | 385  | 401  | 443  | 465  | 436  | 415  | 380  | 370  | 396  |
|               | 2001 | 2004 | 2006 | 2009 | 2011 | 2014 | 2016 | 2019 | 2021 | 2024 |